# 아날로그 프론트-엔드
아날로그 프론트-엔드(AFE 또는 아날로그 프론트엔드 컨트롤러 AFEC)는 감도 높은 아날로그 증폭기를 사용하는 아날로그 신호 조정 회로의 세트이다. 센서, 무선 수신기 및 기타 회로용 애플리케이션 고유의 집적 회로를 사용하여 구성 가능하고 유연한 전자 기능을 제공한다. 다양한 센서를 안테나, 아날로그 디지털 변환기, 경우에 따라서는 마이크로 컨트롤러에 접속하는데 필요한 오날 블록도 포함된다.

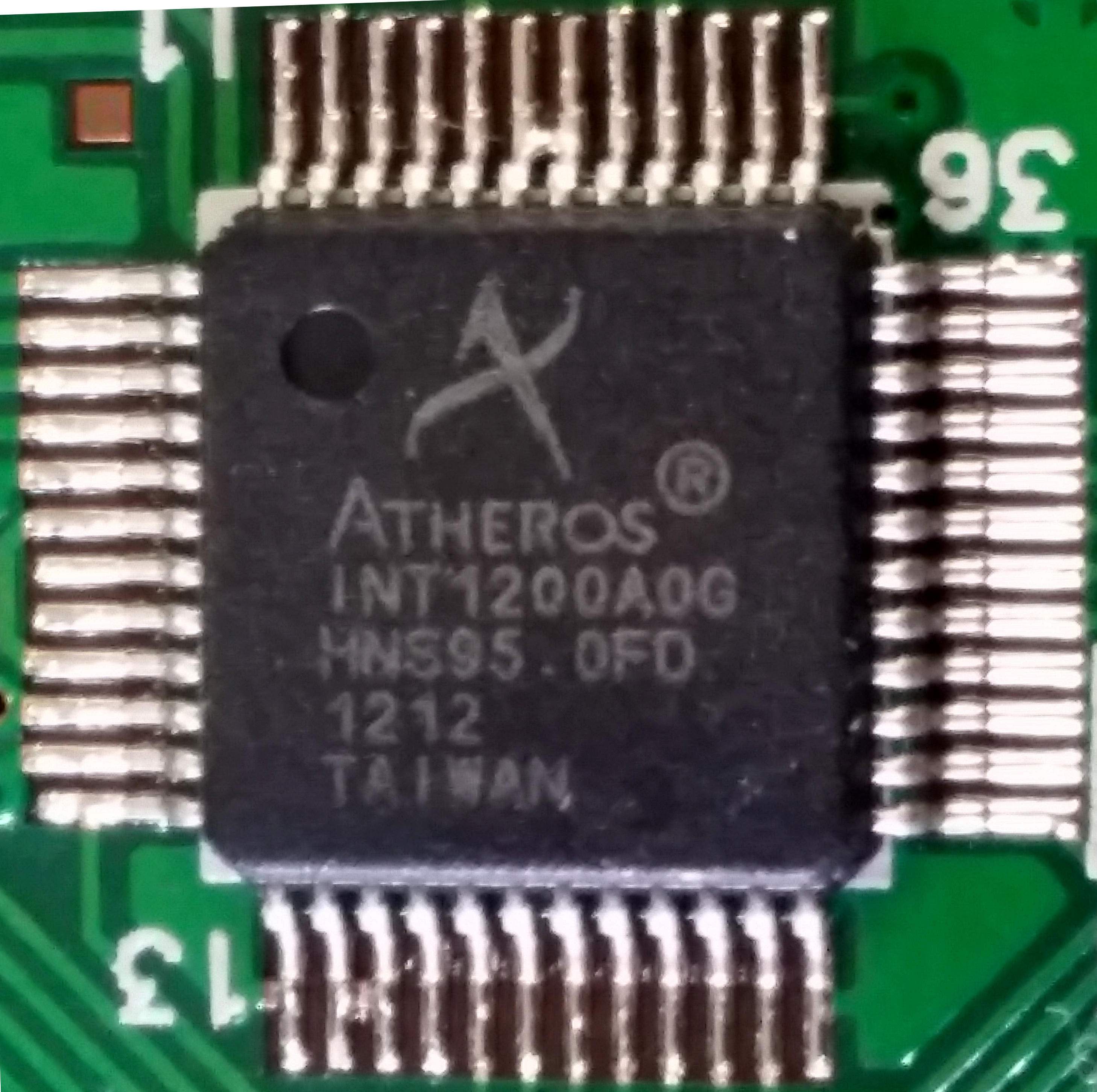
Atheros Intellon 1200 AFE-칩

무선 주파수 AFE는 RF 프런트 엔드로 알려진 무선 수신기에 사용된다.

## 모듈
AFE 하드웨어 모듈은 다양한 종류의 아날로그 및 디지털 시스템에 대한 인터페이스 센서로 사용되어 하드웨어 모듈성을 제공한다. 예를 들어 텍사스 인스트루먼트는 상태 모니터링 AFE를 ADS1298, AFE4400 및 AFE4490으로 제공한다. Atmel은 스마트 미터용 아날로그 프런트 엔드를 제공한다. 아날로그 디바이스는 테스트 및 측정 애플리케이션을 위한 CN0209 제품을 제공한다.